# Metalopha
Metalopha is een geslacht van vlinders van de familie Uilen (Noctuidae), uit de onderfamilie Cuculliinae.

## Soorten
- M. gloriosa Staudinger, 1891
- M. ingloria Draudt, 1933
- M. kashmirensis Hampson, 1894
- M. liturata (Christoph, 1887)
- M. tridens Köhler, 1952